# كيفن غاريت
كيفن غاريت (بالإنجليزية: Kevin Garrett)‏ هو لاعب كرة قدم أمريكية أمريكي، ولد في 29 يوليو 1980 في سان بنيتو في الولايات المتحدة.

## وصلات خارجية
- كيفن غاريت على موقع الاتحاد الدولي لألعاب القوى (الإنجليزية)
- كيفن غاريت على موقع مرجع كرة القدم المحترفة.كوم (الإنجليزية)
- كيفن غاريت على موقع JustSportsStats.com (الإنجليزية)